# Podgrzybnica pomarańczowa

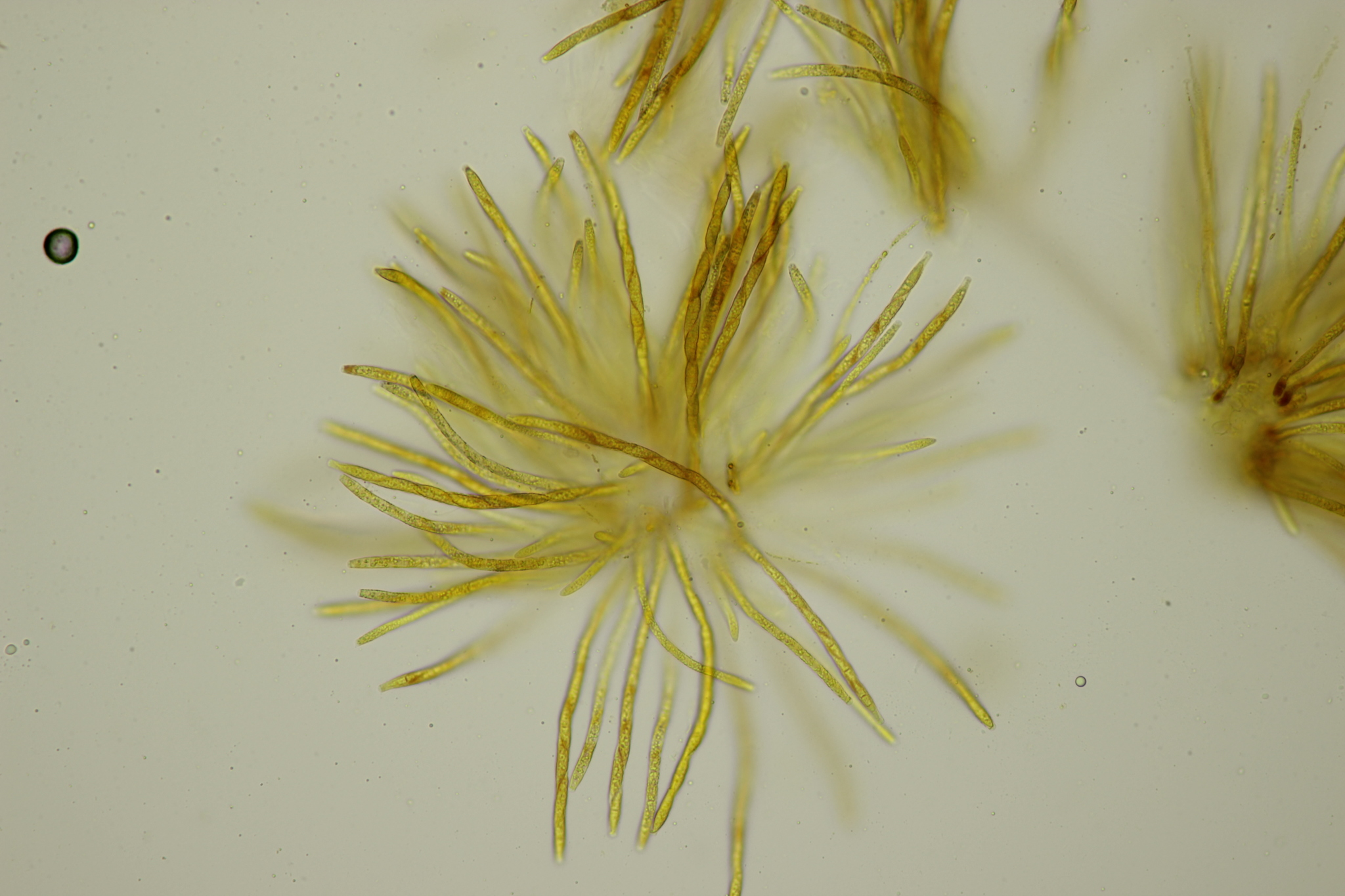
Worki z zarodnikami

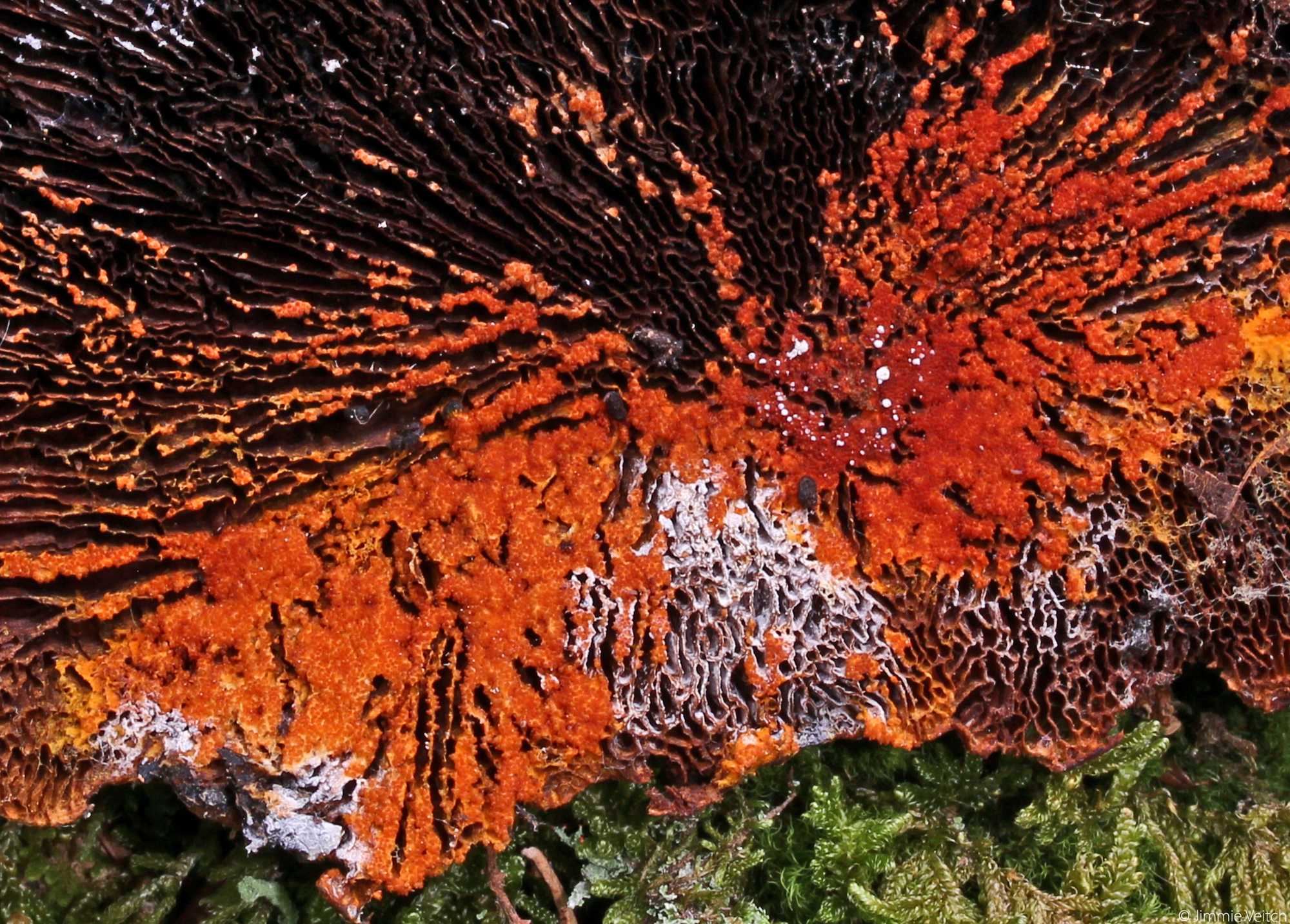
Podgrzybnica pomarańczowa na hymenoforze grzyba

Podgrzybnica pomarańczowa (Hypomyces aurantius (Pers.) Fuckel) – gatunek grzybów należący do rodziny rozetkowatych (Hypocreaceae).

## Systematyka i nazewnictwo
Pozycja w klasyfikacji według Index Fungorum: Hypomyces, Hypocreaceae, Hypocreales, Hypocreomycetidae, Sordariomycetes, Pezizomycotina, Ascomycota, Fungi.
Po raz pierwszy opisał go w 1800 r. Christiaan Hendrik Persoon nadając mu nazwę Sphaeria aurantia. Obecną, uznaną przez Index Fungorum nazwę nadał mu w 1870 r. Leopold Fuckel.
Ma 12 synonimów. Niektóre z nich:
- Cladobotryum variospermum (Link) S. Hughes 1958
- Hypolyssus aurantius (Pers.) Kuntze 1898[2].

Nazwa polska na podstawie rekomendacji Komisji ds. Polskiego Nazewnictwa Grzybów.

## Morfologia
Teleomorfa
Tworzy puszystą grzybnię pokrywającą całego żywiciela, czasami rozciągającą się na sąsiednie podłoże. Początkowo jest biała, potem żółta, żółtawo pomarańczowa, pomarańczowa, czerwona do rdzawoczerwonej. Perytecja o średnicy 0,3–0,4 mm, zanurzone, kuliste, z zaokrąglonymi i szerokimi brodawkami. Worki z 8 zarodnikami w jednym rzędzie, 120–130 × 4–5 µm. Parafiz brak. Zarodniki wrzecionowate, łódkowate do lancetowatych, czasami łukowate, pokryte brodawkami o wysokości do 0,5 µm, z przegrodą w linii środkowej i ostrym, szklistym wyrostkiem na każdym końcu o długości 2–4,5 µm, szkliste, silnie cyjanofilne, (13)20–25(27) × (3) 4–6 (7,5) µm. Pod wpływem KOH grzybnia wybarwia się na kolor od purpurowego do fioletowego.
Anamorfa
Dawniej opisywana jako odrębny gatunek Cladobotryum varium Nees, obecnie synonim. Na powierzchni żywiciela tworzy puszystą grzybnię, złożoną z białych strzępek. Wyrastają z nich mączysto oprószone, maczugowate konidiofory o wysokości 2–3 mm. Drzewkowato rozgałęziają się, a na końcach ich tępo zakończonych metuli tworzą się bezbarwne, eliptyczno-jajowate konidia o wymiarach 12,6–16,8 × 6,3–9,5 µm. Anamorfy tworzą się częściej niż teleomorfy.

## Występowanie i siedlisko
Podgrzybnica pomarańczowa występuje na niektórych wyspach i na wszystkich kontynentach poza Antarktydą. Występuje także w Polsce. W piśmiennictwie naukowym do 2003 r. opisano podano 4 jego stanowiska, w późniejszych latach następne. Jest dość częsty.
Grzyb nagrzybny będący pasożytem względnym; teleomorfa jest grzybem pasożytniczym, anamorfa jest saprotrofem. Teleomorfa rozwija się na owocnikach niektórych grzybów rozwijających się na drewnie, zwłaszcza hub i grzybów poliporoidalnych. Anamorfa tworzy się na martwych owocnikach grzybów, głównie podczas chłodnej pogody. Niska temperatura sprzyja jej rozwojowi, hamuje bowiem rozwój bakterii gnilnych.